# Одіссея капітана Блада
«Одіссея капітана Блада» (англ. Captain Blood: His Odyssey) — історико-пригодницький роман Рафаеля Сабатіні, вперше опублікований в 1922.
Вперше українською з англійської переклав П. Мовчан в 1959 році.

## Написання
Сабатіні був прихильником того, щоб історична література була заснована на реальних подіях. Хоча Блад є вигаданим персонажем, значна частина історичного фону роману базується на фактах. Група повстанців Монмута була справді засуджена до десятирічної каторжної роботи на Барбадосі, але не віданні в рабство, як описано в книзі. Мінливі політичні альянси Славетної революції 1688 року використовуються в романі як сюжетний прийом, щоб дозволити Бладу повернутися до поважності. 

## Сюжет
Дія роману відбувається у XVII столітті. Під час повстання проти англійського короля Якова II у вир подій випадково потрапляє молодий лікар Пітер Блад. Після розправи над повстанцями його разом з каторжанами продають у рабство в далеку колонію — на острів Барбадос. Та спритний і сміливий юнак з кількома рабами втікає з неволі. Позбавлений змоги жити на батьківщині, бездомний вигнанець Пітер Блад стає піратом.

## Адаптації
Роман був екранізований тричі: у 1924 році вийшла чорно-біла німа американська мелодрама Captain Blood кіностудії «Vitagraph Studios» з Дж. Ворреном Керріганом в головній ролі, у 1935 році вийшов американський пригодницький фільм «Одіссея капітана Блада» з голівудськими зірками того часу Ерролом Флінном та Олівією де Гевіленд, а у 1991 році вийшов двохсерійний пригодницький фільм «Одіссея капітана Блада» радянсько-французького виробництва.

## Видання українською
- Рафаель Сабатіні. Одіссея капітана Блада. Роман / Переклав з англійської П. Мовчан. — Київ: Молодь, 1959
- Рафаель Сабатіні. Одіссея капітана Блада; Хроніка капітана Блада: Романи: Переклад з англійської. П. Мовчана, М. Дмитренка. — Київ: Молодь, 1981—352 с.: іл. — (Библиотека юношества)
- Рафаель Сабатіні. Одіссея капітана Блада; Хроніка капітана Блада: Романи: Переклад з англійської. Харків-Київ: Бюро пропаганди художньої літератури Спілки письменників України. «Майдан», 1992. 488 сторінок. ISBN 5-7707-2062-X
- Одіссея капітана Блада / Р. Сабатіні. — Львів : Афіша, 2003. — 320 с. — (Серія «Всесвітня Бібліотека Пригод»). — ISBN 966-8013-88-3. — ISBN 966-8013-87-5 (серія «ВБП»)
- Одіссея капітана Блада; Хроніка капітана Блада / Р. Сабатіні; переклад О. В. Кузьменко. — Донецьк: ТОВ ВКФ «БАО», 2006. — 352 с.: іл. — (Бібліотека світового бестселера). — ISBN 966-338-451-4
- Одіссея капітана Блада: історико-пригодницький роман: переклад з англійської / Р. Сабатіні; ілістрації О. А. Літвінов. — Київ: Національний книжковий проект, 2010. — 407 сторінок: ілюстрації — (Серія «Дитячий світовий бестселер». Велика Британія). — ISBN 978-966-339-621-7
- Пригоди капітана Блада: історико-пригодницький роман: переклад з англійської / Р. Сабатіні; Переклад І. Л. Базилянської. — Харків: ВД «Школа», 2010. — 512 сторінок — (Золота серія «Бібліотека пригод»). — ISBN 966-8114-52-3